# Erica Björnestrand
Erica Björnestrand, född 1986, är en svensk thaiboxare. Hon började inte tävla förrän i tjugofemårsåldern. Björnestrand tävlar i under 63,5-kilos-viktklassen och tog SM-guld 2014 och 2017, 2018, 2020, 2021, EM-silver 2014 och 2016, VM-brons 2014, 2021 och VM-silver 2017 och 2018. Hon är uppvuxen utanför Höör men bor i Malmö. Som ung ägnade hon sig åt ridsport.